# Ledbuss

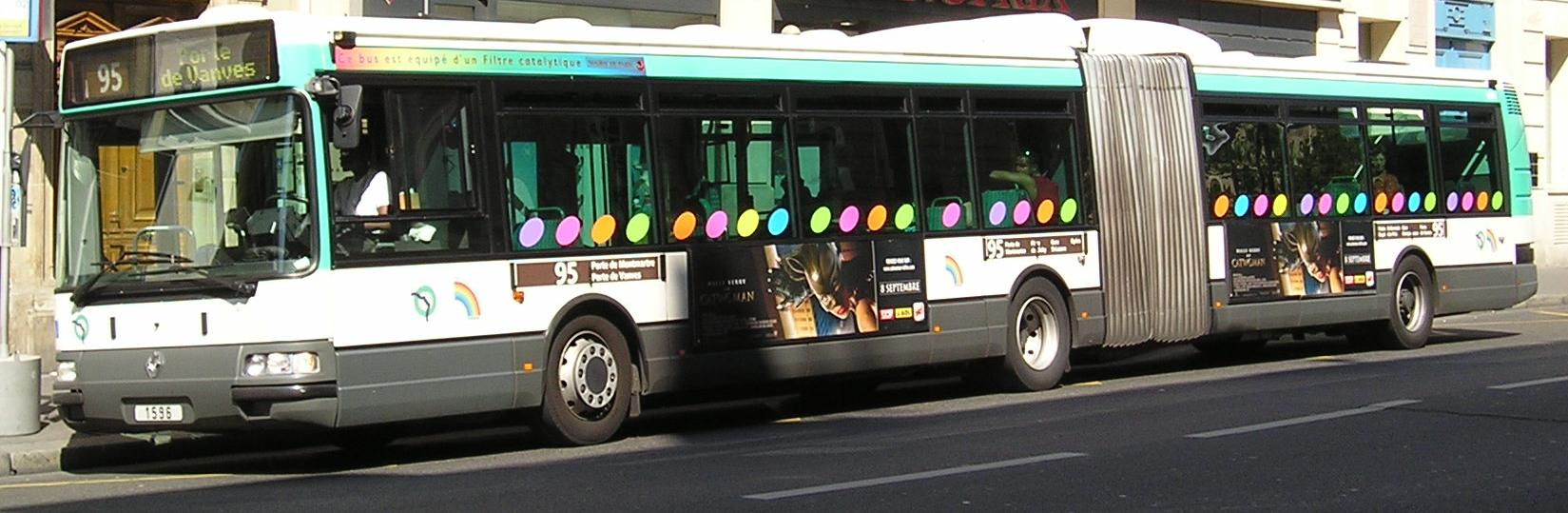
Låggolvsledbuss av märket Irisbus i Paris, 2004.

En ledbuss, ledvagn eller dragspelsbuss är en längre buss som är uppdelad i två eller flera sammanfogade segment.
Det är främst längre bussar som ledas, men det finns även kortare ledbussar, dock alltid minst 12 meter. Bussen ledas så att den är böjlig nära mitten. Runt den leden sitter ett dragspelsliknande väderskydd för att passagerarna ska kunna passera mellan bussens främre och bakre del utan att väder och vind påverkar. Vissa ledbussar har även sittplatser i leden.

## Användning
Ledbussar används mest i stadstrafik, och då oftast i större städer. Främst används ledbussarna på linjer med många passagerare, där kortare bussar har för få sittplatser. Ledbussar brukar användas då dubbeldäckare inte går att köra på grund av hinder på vägen exempelvis broar eller tunnel. Däremot förekommer sällan ledbussar på långa sträckor på landsbygden mellan städer, eftersom de anses för bullriga för att köra på landsväg. I dessa fall används istället dubbeldäckare eller intercitybussar. Ledbussen används sällan i storstädernas inre områden eftersom vägarna oftast anses för smala och svängarna för skarpa.
Under vintern är det vanligt att man ersätter ledbussar med kortvagnar för att förhindra vägolyckor. Eftersom ledbussarna endast kan svänga till en viss vinkel innan den går sönder är det svårt att köra dessa när det blir halt på vägen. Om bussen får sladd kan det enkelt skada leden vilket kan göra att bussen går sönder på mitten. Kollektivtrafikansvariga SL i Stockholmsområdet brukar vanligtvis göra detta eftersom det har hänt att ledbussar hos SL har gått sönder på detta sätt.
I många större städer används ledbussar - och vissa fall dubbelledbussar med två "dragspel" – på stombusslinjer och andra linjer där resandeunderlaget är stort. Det förekommer också att ledbussar används på landsortslinjer i resandetäta områden. 

## Varianter

### Dragande ledbussar, så kallade "pullers"

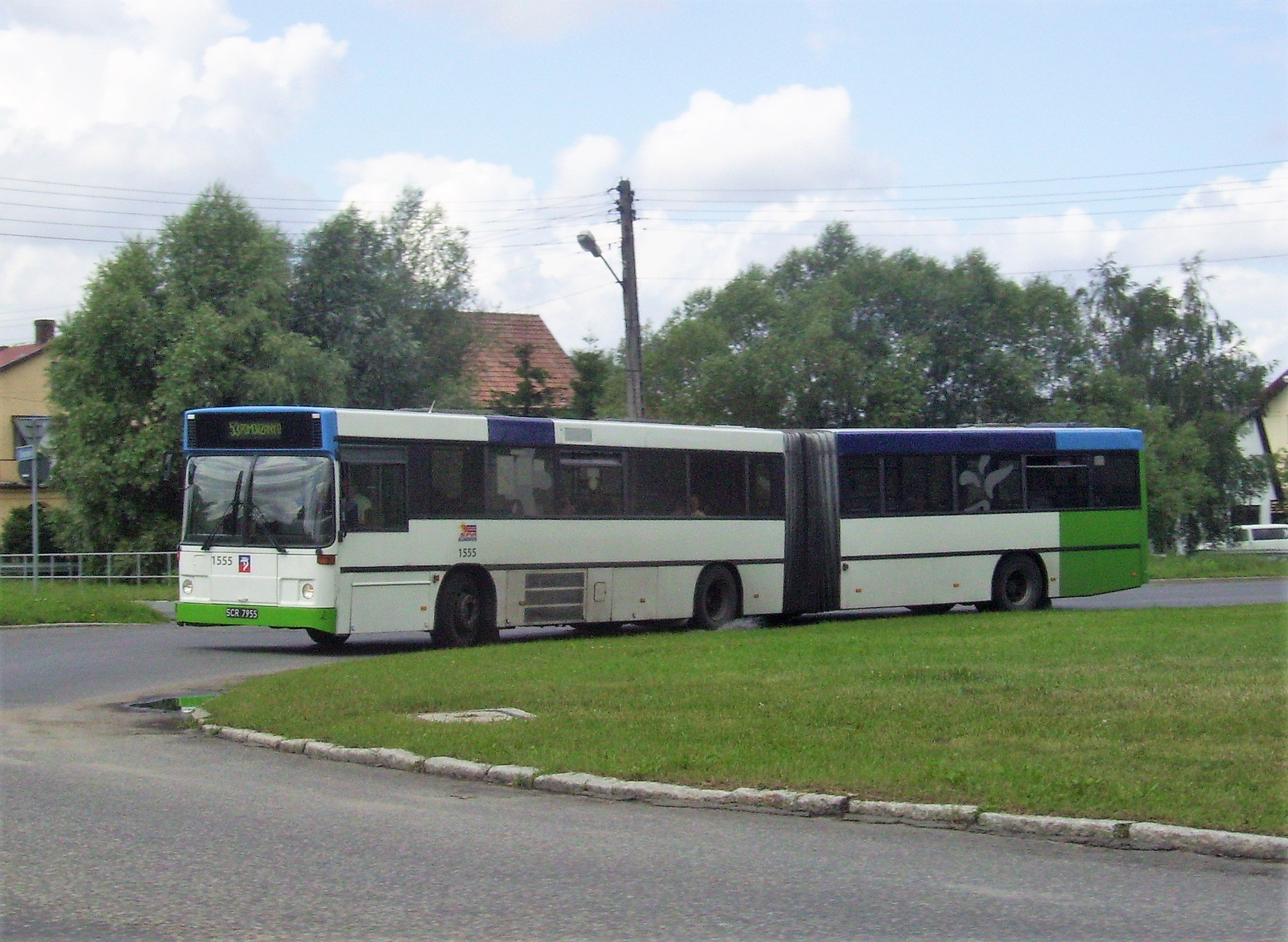
Ledbuss i Szczecin av typen Volvo B10M med mittmotor och drivning på den första enhetens bakaxel.

Denna konstruktion innebär att motorn är placerad i fronten eller mellan den första och andra axeln, dock alltid framför leden och driver den axel som är framför och närmast leden, och liksom drar fram fordonet, därför kallas de "pullers", efter engelskans pull som betyder (att) dra. Denna konstruktion är den ursprungliga konstruktionen för ledbussar och var vanlig hos många busstillverkare som tillverkade ledbussar åtminstone fram till 1980-talet. Fördelen är att ledkonstruktionen blir billigare och enklare att tillverka samt att den inte belastas lika mycket, men även för att viktfördelningen och väghållningen generellt sett blir bättre än hos ledbussar med motorn längst bak. En annan fördel är att det går att få den bakersta axeln medstyrande, vilket underlättar en del vid kurvtagning. Nackdelarna är främst att motorplaceringen vanligtvis gör att det ej går att ha lågt golv i de främre delarna av bussen, samt att bussar med mittmotor istället har en dyrare motorkonstruktion, vilket gör att dessa ledbussar i sin helhet inte blir speciellt mycket billigare än ledbussar med motorn bak. Även om front- och mittmotorledbussar vanligtvis har högt golv, har det även funnits ledbussar, såsom till exempel Volvo B9S, som har motorn stående monterad i mitten vid sidan om mittgången och ändå låga insteg. Dessa har dock aldrig varit helt kommersiellt gångbara jämfört med låggolvsledbussar med motorn längst bak. Det beror på alla speciallösningar som behövts för att det ska finnas plats bredvid motorn, såsom takmonterad kylare, vilket gjort att dessa bussar bland annat har blivit dyra i service.

### Påskjutsledbussar, så kallade "pushers"

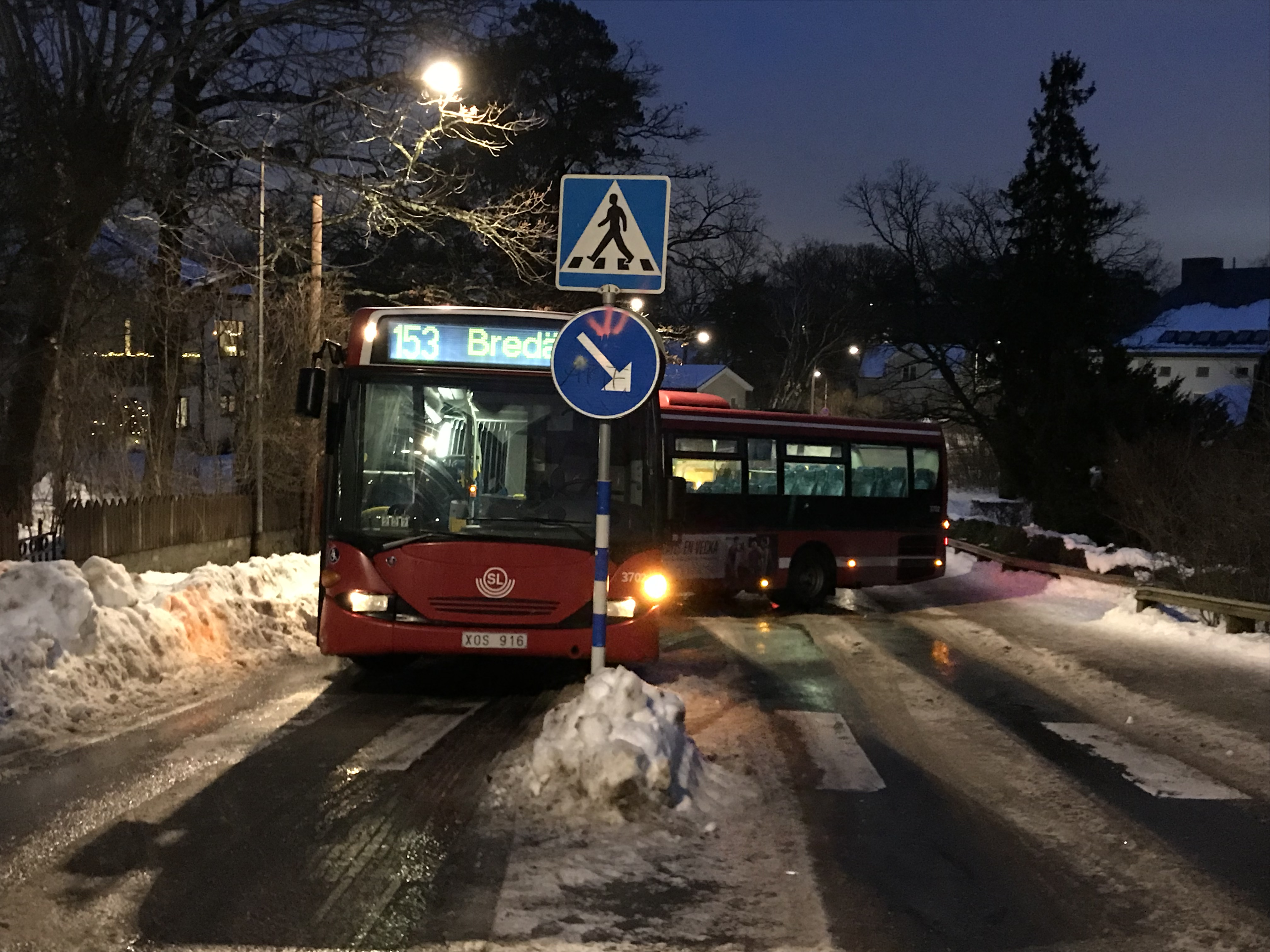
Lågentréledbuss av pushertyp av märket Scania, som på grund av ishalka glidit in på fel körbana i Mälarhöjden.

Denna konstruktion innebär att motorn är monterad längst bak i det bakre överhänget och driver de bakersta hjulen och liksom skjuter fram fordonet, därav smeknamnet "pushers", efter engelskans push som betyder skjuta på. Denna konstruktion introducerades för första gången under 1970-talet av Mercedes-Benz i och med lanseringen av O305G, följt av Scania-chassit BR112A som togs fram i slutet av samma decennium. Konstruktionen började dock inte användas i Europa i någon större omfattning förrän under 1980-talet, och innebar i början framförallt en lägre ljudnivå i bussarna jämfört med bussar med motorn i mitten eller fram samt att motorn även blev mer lättåtkomlig. I början av 1990-talet, då de första låggolvsledbussarna kom, hade dessa bakmonterad motor för att möjliggöra ett lågt golv i de främre delarna som annars skulle ha varit högre på grund av drivlinan. Bussar med denna konstruktion har dels hydraulik i leden som bromsar upp den och dels ett system som sänker motorns varvtal oavsett gaspådrag vid kurvtagning för att bussen inte ska vika sig. De har dock en inbyggd instabilitet då mycket vikt hamnar på det bakersta hjulparet och mindre på de två främre och att även den drivande axeln är placerad bakom leden gör att de kan bli svårkörda vid halt väglag, trots moderna antisladdsystem.
Under 2010-talet har bakmotorledbussar med drivning på två axlar börjat utvecklas, dessa har då drivning på andra och tredje axeln (6x4) för att undvika fällknivseffekt. Två exempel är Van Hool Eqxui.City 18 och MAN Lion's City 18E.

### Dubbelledbussar

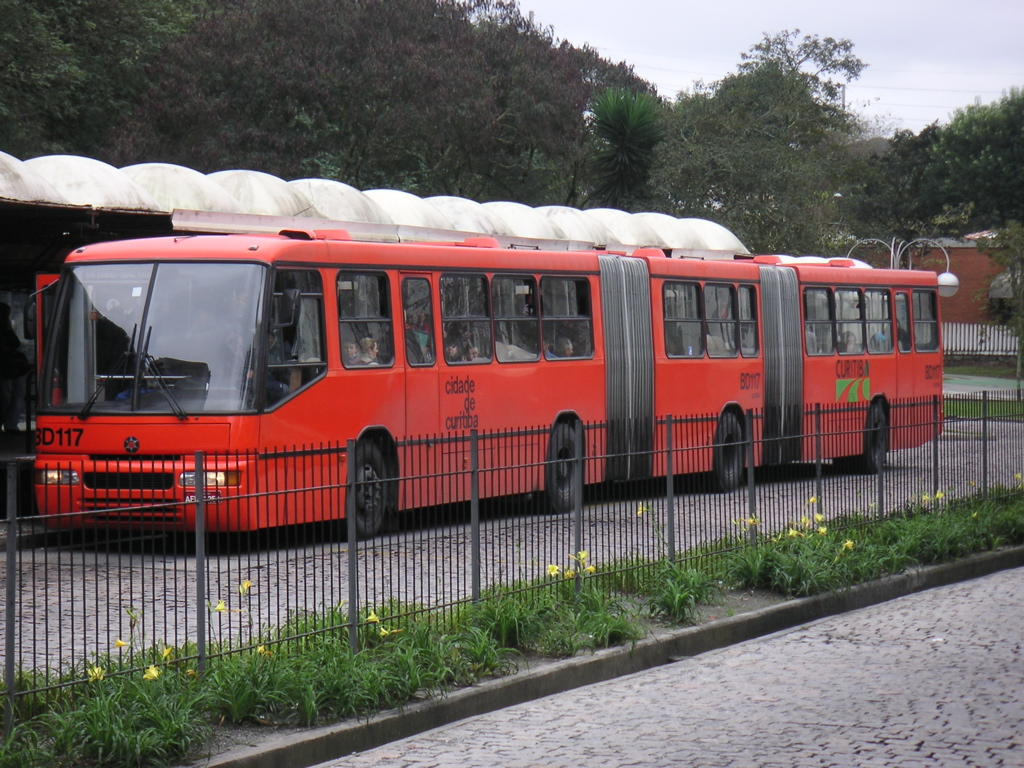
Dubbelledbuss med frontmotor och normalgolv i Brasilien.

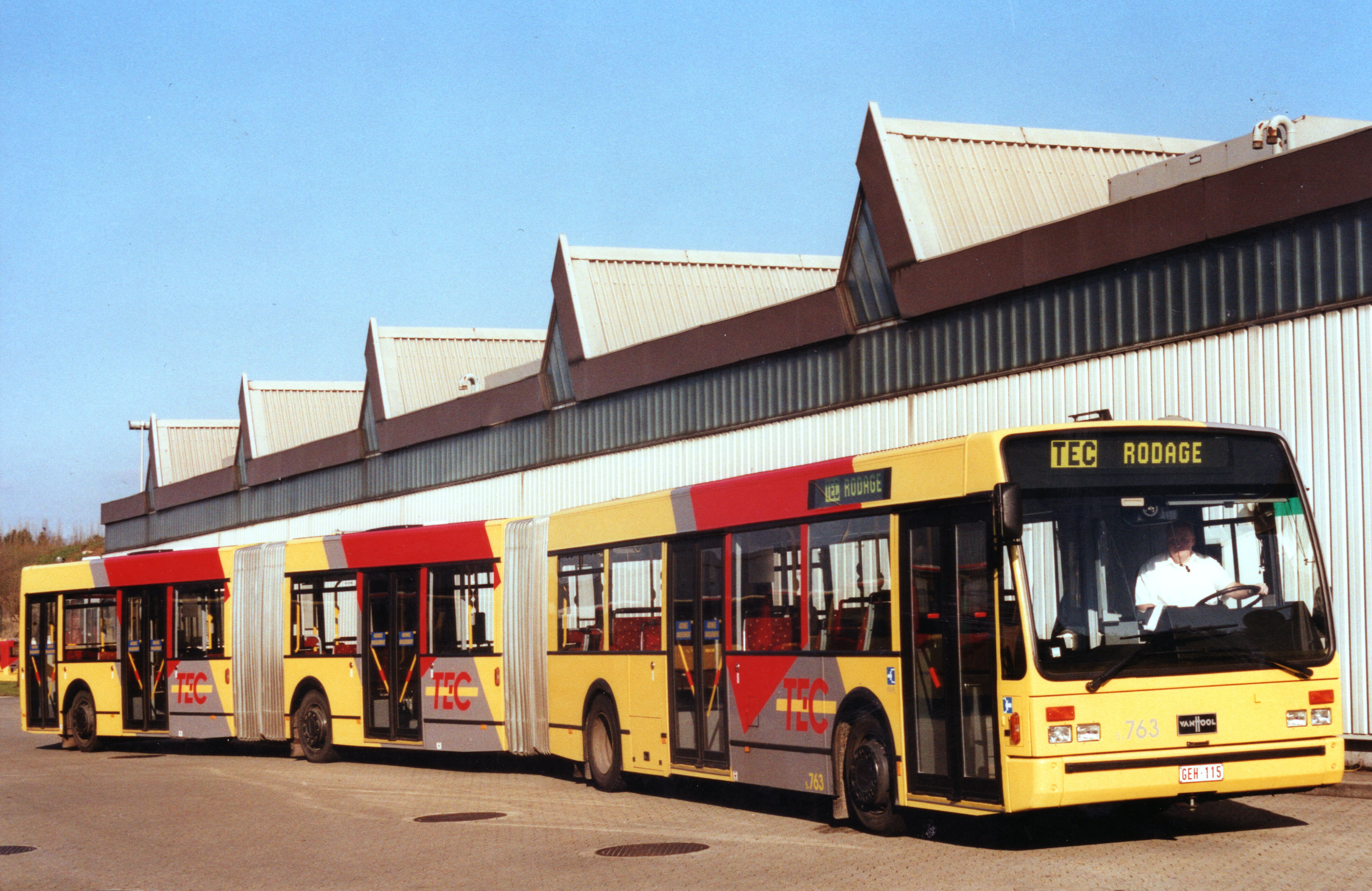
Dubbelledbuss av typen Van Hool AGG300 från 1998 med lågt golv.

Det finns även bussar med dubbla leder.
I Brasilien finns ett antal karosstillverkare, till exempel Busscar Ônibus och Neobus, som bygger dubbelledbussar på Volvo-chassier med normalgolv. Det finns även andra tillverkare av dubbla ledbussar, däribland Van Hool.
Dubbelledbussar finns i några storstäder i Sydamerika. Staden Curitaba i Brasilien var pionjär för Bus Rapid Transit-system med dubbelledbussar. Dessa är i regel normalgolvade och har påstigning via plattformar. I Göteborg rullade det 2006–2020 några dubbelledbussar med lågt golv av typen Volvo 7500 med särskilt tillstånd, på stombusslinjen 16. De sista av dessa ersattes årsskiftet 2020/2021 av 21-meters boggiledbussar av typen Mercedes-Benz CapaCity. Dubbelledbussar av typ Van Hool Exqui.City 24 hybrid trafikerar sedan 1 juni 2014 Malmöexpressen, en linje som utgörs av tidigare linje 5 och en del av linje 8 inom Malmös stadstrafik. Femton bussar köptes in och kapaciteten var år 2014 1 100 passagerare per timme i vardera riktningen.

## Andra varianter
Ledbussar kan även vara elektriska trådbussar eller i vissa fall turistbussar. Det förekommer också dubbeldäckade ledbussar.
I Luzern och Zürich i Schweiz finns dubbelledade trådbussar.
Kombibussen är en buss för både passagerar- och godstrafik, där godsutrymmet är placerat i bakdelen.